# Panorpa striata
Panorpa striata is een insect uit de orde van de schorpioenvliegen (Mecoptera), familie van de schorpioenvliegen (Panorpidae). De wetenschappelijke naam van de soort is voor het eerst geldig gepubliceerd door Miyake in 1908.
De soort komt voor in Japan.